# Kaiserliche und Königliche Kriegsmarine

Pavelló de la K.u.K Marine.

La Kaiserliche und Königliche Kriegsmarine (en alemany «Marina de guerra imperial i reial») fou la marina de guerra de l'imperi austrohongarès. Fou creada amb la formació de la monarquia dual austrohongaresa el 1867 i es dissolgué al final de la I Guerra Mundial, el 1918. Abans de 1867 les forces navals estaven integrades a la flota de l'imperi austríac.
La marina austrohongaresa va combatre molt poc durant la Primera Guerra Mundial, passant la major part del seu temps a la seva base de Pola (actualment Pula, a Croàcia); no obstant això, la seva presència va obligar a la marina italiana i a la marina francesa a quedar-se al Mediterrani durant la guerra. La inactivitat de la marina austrohongaresa fou causada, en part, per la manca de carbó i en part a causa de les mines situades a l'Adriàtic, que també manteniren la marina italiana als seus ports durant una gran part del conflicte.
El 1918, per evitar haver de cedir la seva marina als vencedors de la I Guerra Mundial, l'emperador austrohongarès va donar la integritat de la seva flota militar i mercant, amb tots els ports, arsenals i fortificacions costaneres al Consell del Poble del nou Estat dels Eslovens, Croats i Serbis (futur Regne dels Serbis, Croats i Eslovens o Iugoslàvia). Van enviar notes diplomàtiques als governs francesos, britànic, italià, americà i rus per a indicar que l'Estat dels Eslovens, Croats i Serbis no estava en guerra amb cap d'ells i que el Consell havia pres el control de la flota austrohongarresa. Malgrat tot, la Regia Marina italiana ignorà la neutralitat del nou estat i atacà bona part de la flota, enfonsant, entre d'altres, el seu vaixell insígnia, el cuirassat SMS Viribus Unitis.

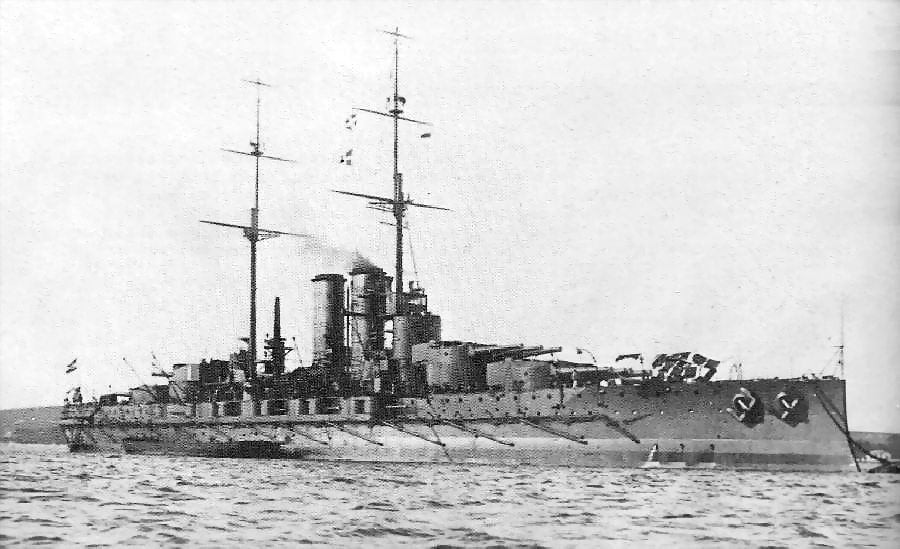
El cuirassat monocalibre SMS Tegetthoff.

## Comandants en cap de la K. u. K. Kriegsmarine
- Wilhelm von Tegetthoff, vicealmirall (març de 1868 - abril de 1871)
- Friedrich von Pöck, almirall (abril de 1871 - novembre de 1883)
- Maximilian Daublebsky von Sterneck, almirall (novembre de 1883 - desembre de 1897)
- Hermann von Spaun, almirall (desembre de 1897 - octubre de 1904)
- Rudolf Montecuccoli, almirall (octubre de 1904 - febrer de 1913)
- Anton Haus, almirall (febrer de 1913 - febrer de 1917)
- Maximilian Njegovan, almirall (abril de 1917 - febrer de 1918)
- Miklós Horthy, almirall (febrer de 1918 - octubre de 1918)